# Gillette Duchemin
Gillette Boutelvier, dite Mademoiselle Duchemin, est une actrice française née en octobre 1682 et décédée en mai 1765.

## Biographie
Gillette Boutelvier, née à 
Rennes en 1682, est la fille d'un huissier de cette ville. Elle est baptisée le 22 octobre de cette même  année en l'église Saint-Aubin. Mariée à Rennes en 1699 à l'acteur Duchemin, elle accompagne dès la même année sa troupe de théâtre en Suède où le ménage reste jusqu'à 1706; elle y a surtout une activité de chanteuse.  Revenus en France, son mari se fait recevoir pensionnaire au Théâtre Français à Paris en 1716, sociétaire l'année suivante. Quant à  elle, elle débute à la Comédie-Française en 1719, sans ordre et par protection. 
Elle en devient la 85ème sociétaire en 1720. Renvoyée sans pension en 1722, elle est réintégrée quelques mois plus tard. 
Retraitée dès 1726 avec la classique pension de mille livres obtenue grâce à l'activité de son mari dans la Compagnie, elle mourra à quatre-vingt-deux ans en mai 1765 sur la paroisse de Saint-Jacques-de-la-Boucherie à Paris.
Son fils, dit Duchemin Fils, également acteur, sera le 100e sociétaire de la Comédie Française.

## Rôles
- Céphise dans Andromaque de Racine (1719).
- rôles divers de confidente tragique (1722-1726).